# Delta-v
Delta-v – w astrodynamice, to wielkość skalarna, która ma wymiar prędkości określająca miarę „wysiłku” niezbędnego do wykonania manewru orbitalnego, na przykład do zmiany trajektorii lotu.
{\displaystyle \Delta v=\int _{t}{\frac {|{\vec {T}}|}{m}}dt=\int _{t}{|{\vec {a}}|}\,dt,}
gdzie:
{\displaystyle T} – chwilowa siła ciągu silnika,
{\displaystyle m} – chwilowa masa,
{\displaystyle a} – chwilowe przyspieszenie.
W przypadku braku działających z zewnątrz sił, i jeśli ciąg działa w stałym kierunku, równanie można uprościć do postaci:
{\displaystyle \Delta v=\int _{t}{|{\vec {a}}|}\,dt=|v_{1}-v_{0}|,}
co jest zmianą prędkości.